# Jan Piróg
Jan Piróg (ur. 8 stycznia 1925 w Sarańczukach, zm. 22 listopada 2005 w Lublinie) – generał brygady ludowego Wojska Polskiego.

## Życiorys
Jan Piróg urodził się 8 stycznia 1925 roku w Sarańczukach. Skończył 7 klas szkoły powszechnej w Brzeżanach. W lutym 1940 deportowany wraz z rodziną do obwodu Mołotow (obecnie obwód permski), gdzie był drwalem i pomocnikiem klasyfikatora. W maju 1943 wstąpił do 1 Dywizji Piechoty im. Tadeusza Kościuszki, we wrześniu 1943 skończył szkołę podoficerską ze stopniem kaprala. Dowódca drużyny ckm, uczestnik bitwy pod Lenino. Od lutego do września 1944 w Oficerskiej Szkole Piechoty w Riazaniu, następnie w 2 Frontowej Oficerskiej Szkole Piechoty w Lublinie. Od września 1945 dowódca kompanii strzeleckiej w 35 pułku piechoty. Od marca 1947 komendant pułkowej szkoły podoficerskiej. Walczył z oddziałami UPA m.in. koło Hrubieszowa i Bełżca. W marcu 1948 został szefem sztabu 4 pułku piechoty w Kielcach, a 29 grudnia 1948 dowódcą 49 pułku piechoty we Włodawie. 1951-1952 na kursie doskonalenia dowódców przy Akademii Sztabu Generalnego WP, w sierpniu 1952 krótko zastępca dowódcy 12 Dywizji Piechoty do spraw liniowych w Szczecinie, następnie dowódca 29 Dywizji Piechoty w Bielsku. Od października 1955 dowódca 3 Pomorskiej Dywizji Piechoty w Lublinie, a w latach 1956-1962 zastępca dowódcy tej dywizji. W 1962 zdał maturę w lubelskim liceum i do 1964 studiował w Akademii Sztabu Generalnego WP. W 1964 roku został szefem Wojewódzkiego Sztabu Wojskowego w Lublinie, którym był do listopada 1985. W październiku 1970 mianowany generałem brygady. 
W okresie stanu wojennego w Polsce (1981-1983) był pełnomocnikiem Komitetu Obrony Kraju – komisarzem wojskowym na województwo lubelskie.
W 1985 pożegnany przez ministra obrony narodowej gen. armii Floriana Siwickiego i przeniesiony w stan spoczynku. Zmarł 22 listopada 2005 roku w Lublinie. Pochowany na Cmentarzu Komunalnym na Majdanku w Lublinie (kwatera S5Z15/2/17).

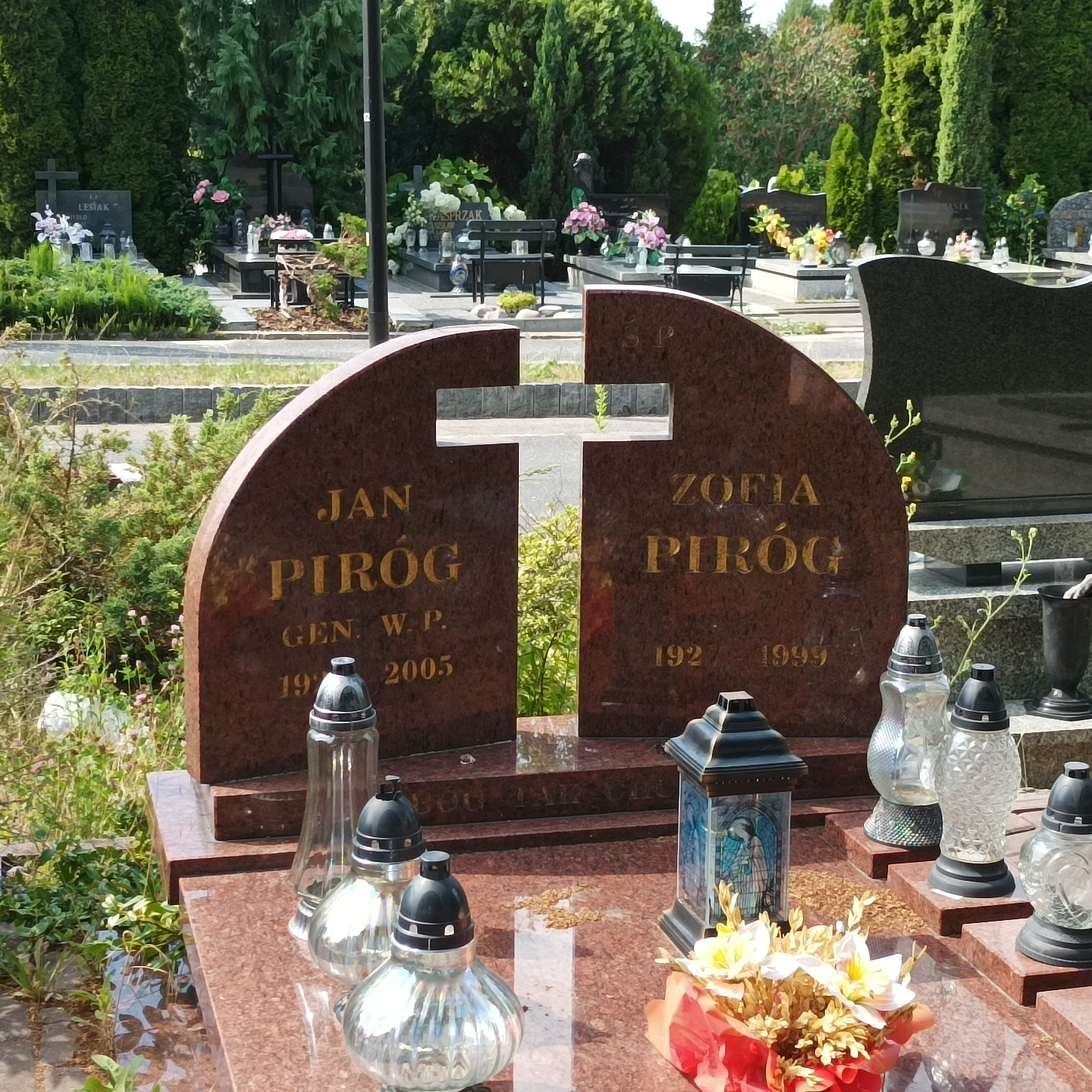
Grób gen. Jana Piroga na cmentarzu komunalnym na Majdanku

## Ordery i odznaczenia
- Order Sztandaru Pracy II klasy (1981)
- Krzyż Komandorski Orderu Odrodzenia Polski (1974)
- Krzyż Oficerski Orderu Odrodzenia Polski (1969)
- Krzyż Kawalerski Orderu Odrodzenia Polski (1954)
- Krzyż Walecznych (1968)
- Srebrny Krzyż Zasługi (1947)
- Srebrny Medal „Zasłużonym na Polu Chwały” (dwukrotnie, 1947 i 1948)
- Medal za Warszawę 1939–1945
- Medal za Odrę, Nysę, Bałtyk
- Medal Zwycięstwa i Wolności 1945
- Medal 10-lecia Polski Ludowej
- Medal 30-lecia Polski Ludowej
- Medal 40-lecia Polski Ludowej
- Medal „Za udział w walkach w obronie władzy ludowej” (1984);
- Złoty Medal „Siły Zbrojne w Służbie Ojczyzny” (1958)
- Srebrny Medal Siły Zbrojne w Służbie Ojczyzny
- Brązowy Medal Siły Zbrojne w Służbie Ojczyzny
- Złoty Medal Za zasługi dla obronności kraju (1973)
- Srebrny Medal Za zasługi dla obronności kraju
- Brązowy Medal Za zasługi dla obronności kraju
- Odznaka Grunwaldzka
- Order Wojny Ojczyźnianej II stopnia (ZSRR) (1968)
- Medal „Za zwycięstwo nad Niemcami w Wielkiej Wojnie Ojczyźnianej 1941–1945” (ZSRR) (1945)
- Medal jubileuszowy „Dwudziestolecia zwycięstwa w Wielkiej Wojnie Ojczyźnianej 1941–1945” (ZSRR)
- Medal jubileuszowy „Trzydziestolecia zwycięstwa w Wielkiej Wojnie Ojczyźnianej 1941–1945” (ZSRR)
- Medal jubileuszowy „Czterdziestolecia zwycięstwa w Wielkiej Wojnie Ojczyźnianej 1941–1945” (ZSRR)
- Medal Za osiągnięcia w służbie wojskowej (pięciokrotnie)
- Wpis do Honorowej Księgi Czynów Żołnierskich (1984)
- Tytuł Honorowego Prezesa WKS Lublinianka (1972)[3]